# Шентвид при Планини
Шентвид при Планини (словен. Šentvid pri Planini) је насељено место у општини Шентјур, Савињска регија, Словенија.

## Историја
До територијалне реорганизације у Словенији био је у саставу старе општине Шентјур при Цељу.

## Становништво
У попису становништва из 2011. године, Шентвид при Планини је имао 109 становника.
| Број становника према пописима | Број становника према пописима | Број становника према пописима |
| ------------------------------ | ------------------------------ | ------------------------------ |
| 1991                           | 2002                           | 2011                           |
| 137                            | 109                            | 109                            |

Напомена: До 1955. исказивано под именом Свети Вид при Планини.

## Галерија
- римокатоличка црква "Св. Криж"
- калварија